# Dane Rudhyar
Dane Rudhyar, född Daniel Chennevière 23 mars 1895 i Paris, död 13 september 1985 i San Francisco, var en fransk/amerikansk modernistisk tonsättare, bildkonstnär, författare, teosof och astrolog. Enligt musikvetaren Carol J. Oja var han en av de viktigaste teoretikerna tillsammans med Charles Seeger i den så kallade ultra-modernisterna rörelsen på 1920-talet i USA, som också inkluderade tonsättarna Henry Cowell, Carl Ruggles och Ruth Crawford. Dane Rudhyar slutade dock skriva musik på 1930-talet för att fokusera på astrologi och bildkonst, och han blev i stort sett bortglömd som den tongivande personen han var eftersom han inte som med Charles Seeger lämnade efter sig akademiska musikteoretiska texter, utan förespråkade "poetiska resor" i musiken, något som inte efterkrigstidens akademiska musikhistoriker fann viktigt.